# Place Charles-Tillon
La place Charles-Tillon est une voie située dans le quartier du Pont-de-Flandre du 19e arrondissement de Paris en France.

## Origine du nom
Elle porte le nom du résistant communiste, député et ministre français, Charles Tillon (1897-1993), en raison de la proximité d'Aubervilliers, dont il fut le maire.

## Historique
Cette place est instaurée sur l'emprise des voies qui la bordent et prend sa dénomination actuelle par un arrêté municipal du 1er avril 2003.

## Bâtiments remarquables et lieux de mémoire
- Jardin Anaïs-Nin